# Municipio de Weber (Dakota del Sur)
El municipio de Weber (en inglés: Weber Township) es un municipio ubicado en el condado de McPherson en el estado estadounidense de Dakota del Sur. En el año 2010 tenía una población de 156 habitantes y una densidad poblacional de 1,64 personas por km².

## Geografía
El municipio de Weber se encuentra ubicado en las coordenadas 45°53′0″N 98°56′6″O / 45.88333, -98.93500. Según la Oficina del Censo de los Estados Unidos, el municipio tiene una superficie total de 94.93 km², de la cual 94,55 km² corresponden a tierra firme y (0,4 %) 0,38 km² es agua.

## Demografía
Según el censo de 2010, había 156 personas residiendo en el municipio de Weber. La densidad de población era de 1,64 hab./km². De los 156 habitantes, el municipio de Weber estaba compuesto por el 100 % blancos. Del total de la población el 0 % eran hispanos o latinos de cualquier raza.